# アルカンタラ騎士団

アルカンタラ騎士団の「百合十字（花十字）」

アルカンタラ騎士団（スペイン語: Orden de Alcántara、英語: Order of Alcántara）または聖フリアン騎士団（英語: Knights of St. Julian）は、1166年にレオン王国の騎士団として発足し、1177年に教皇アレクサンデル3世により承認された騎士修道会。設立年は1156年とする資料もある。後述のキリスト教徒による最後のアルカンタラ占領後に同地を与えられ、アルカンタラ騎士団と称した。1093年ごろポルトガルに発生した Ordem de São Julião do Pereiro を前身としている。
カラトラバ騎士団などとともにシトー会のモリモン修道院の監督下におかれ、レコンキスタに参加した。レコンキスタが1492年のグラナダ陥落をもって完了するとその役目を終え、騎士修道会としての最後の総長であったホアン・デ・スーニガ（フアン・デ・スニガ 、en:Juan de Zúñiga y Pimentel）は騎士団領を返上、以降騎士団はスペインに直属することとなり、1523年にハドリアヌス6世もこれを認めた。1542年には団員の結婚も許可され、騎士団は19世紀中ごろまで存続したという。

## アルカンタラの名
アルカンタラはタホ川に接した町で、川には橋（アラビア語でカンタラ cantara ）が架かっており、町の名称はこれに由来する。エストレマドゥーラ州に位置し、12世紀におけるイベリア半島のムスリム対キリスト教徒の主戦場のひとつとなった。アルカンタラは1167年にレオン王フェルナンド2世により一旦占領されたが、1174年には再びムワッヒド朝のアブー＝ヤアクーブ・ユースフ1世の手に落ちた。キリスト教徒の手に戻るのはアルフォンソ9世の奪還による1214年（または1213年）までかかった。